# Adam Storke
Adam Storke est un acteur américain né le 18 août 1962 à New York, New York (États-Unis).

## Biographie
Rendu célèbre entre autres pour son rôle de Larry Underwood dans le téléfilm Le Fléau tiré d'un roman de Stephen King, il devrait prochainement jouer aux côtés de James Brolin dans l'adaptation du jeu vidéo Joust qui aura pour réalisateur Uwe Boll.

## Filmographie
- 1979 : Too Far to Go (TV) : John Maple - age 15
- 1951 : Search for Tomorrow (série TV) : Andrew Ryder (1985)
- 1987 : I'll Take Manhattan (feuilleton TV) : Justin Amberville
- 1987 : A Special Friendship (TV) : Tom Gadsden
- 1987 : A Gathering of Old Men (TV) : Gil
- 1988 : Mystic Pizza : Charles Gordon Windsor, Jr.
- 1990 : The Phantom of the Opera (TV) : Comte Philippe de Chagny
- 1968 : On ne vit qu'une fois (série TV) : Dryve Fast (1990)
- 1992 : Bienvenue en enfer (Highway to Hell) d'Ate de Jong : Royce
- 1992 : In My Daughter's Name (TV) : Peter Lipton
- 1992 : La mort vous va si bien (Death Becomes Her) : Dakota
- 1992 : Perry Mason: The Case of the Heartbroken Bride (TV) : Gary Hawkes
- 1993 : Lifepod (TV) : Kane
- 1994 : Escape from Terror: The Teresa Stamper Story (TV) : Paul Stamper
- 1994 : Le fléau (feuilleton TV) : Larry Underwood
- 1994 : Attack of the 5 Ft. 2 Women (TV) : Juan Wayne Babbitt
- 1995 : Two (TV) : Gus McClain
- 1995 : A Mother's Gift (TV) : Ed Matthews
- 1997 : Rough Riders (TV) : Stephen Crane
- 1998 : Prey (série TV) : Tom Daniels
- 2002 : Roughing It (TV) : Seth
- 2002 : Johnson County War (TV) : Dale Hammett
- Prochainement : Joust